# Gabinete Pétain
O Gabinete Pétain foi o ministério formado por Philippe Pétain em 16 de junho de 1940 e dissolvido em 10 de julho do mesmo ano. Foi o 109º e último gabinete da Terceira República Francesa, sendo antecedido pelo Gabinete Reynaud e sucedido pela França de Vichy e pela França Livre.

## Contexto
Após a renúncia de Paul Reynaud no início da noite de 16 de junho, o Presidente da República, Albert Lebrun, imediatamente convocou o marechal Philippe Pétain para formar um novo governo. Pétain garantiu a participação da Seção Francesa da Internacional Operária (SFIO) em seu gabinete, renomeando ministros do partido com a concordância de seu líder, Léon Blum. Embora ciente da atitude derrotista do marechal já em 15 de junho e consternado com a queda do governo Reynaud, o líder socialista ainda acreditava que o governo Pétain abandonaria Bordeaux diante do avanço do Exército Alemão. No entanto, em 20 de junho, Blum observou com indignação que Pétain estava culpando a derrota "pelo espírito de prazer dos franceses", designando assim a "Frente Popular" de Blum como bode expiatório para a queda da França na Segunda Guerra Mundial.
Na formação do gabinete, Pétain pediu a Pierre Laval o Ministério da Justiça, no que este exigiu a pasta das Relações Exteriores. Apoiado pelo general Maxime Weygand, chefe do Estado-Maior francês, e pelo Presidente Lebrun, Pétain não cedeu, o que levou à renúncia de Laval. Após a assinatura do armistício com os alemães, Pétain foi convencido da necessidade de confiar em Laval e ele se juntou posteriormente ao governo.
Em 10 de julho de 1940, a Assembleia Nacional Francesa, reunida em Vichy, concedeu a Philippe Pétain plenos poderes constituintes, com o marechal acumulando também a chefia do Estado - chegava ao fim o Gabinete Pétain e a Terceira República Francesa, tendo início o Estado Francês (França de Vichy). No dia seguinte, 11 de julho, o general Charles de Gaulle fundou o governo do Conselho de Defesa do Império (França Livre), com base no núcleo inicial de combatentes da resistência que desejavam continuar a luta a partir das colônias francesas. O regime de Vichy e a França Livre permaneceriam em competição até a "Libertação da França" em 1945.

## Composição
- Presidente da República: Albert Lebrun
- Presidente do Conselho de Ministros: Philippe Pétain
- Ministro de Estado e Vice-presidente do Conselho de Ministros: Camille Chautemps
- Ministro dos Estrangeiros: Paul Baudouin
- Guardião dos Selos e Ministro da Justiça: Charles Frémicourt
- Ministro do Interior: Charles Pomaret
- Ministro da Guerra: Louis Colson
- Ministro da Defesa Nacional: Maxime Weygand
- Ministro das Finanças e Comércio: Yves Bouthillier
- Ministro da Educação Nacional: Albert Rivaud
- Ministro das Obras Públicas e Informação: Ludovic-Oscar Frossard
- Ministro da Agricultura e Abastecimento: Albert Chichery
- Ministro do Trabalho e Saúde Pública: André Février
- Ministro dos Veteranos e da Família Francesa: Jean Ybarnégaray
- Ministro da Marinha Mercante e Militar: François Darlan
- Ministro do Ar: Bertrand Pujo
- Ministro das Colônias: Albert Rivière